# Gregg Diamond
Gregg Diamond (Nova Iorque, 4 de maio de 1949 – 14 de março de 1999) foi um pianista, percussionista, compositor e produtor norte-americano, que trabalhou com os estilos jazz e disco' nos anos 70.

## Biografia
Diamond compôs Hot Butterfly, lançada em 1978 por um dos grupos que criou, denominado Bionic Boogie, o qual tinha Luther Vandross no vocal principal. Esta música posteriormente teve uma versão gravada por David Lasley e Chaka Khan. Outras músicas suas de sucesso foram Risky Changes e  Dance Little Dreamer (gravadas pelo Bionic Boogie em 1977), Cream (Always Rises to the Top) (do Bionic Boogie, de 1978), Starcruisin' (1978), Fancy Dancer (1978), e Tiger, Tiger (Feel Good for a While) (1979).
Porém seu maior sucesso comercial foi como compositor e produtor do "single" More, More, More, gravado por Andrea True Connection  em 1976.
Gregg Diamond morreu de sangramento gastrointestinal em 14 de março de 1999, aos 49 anos.